# Катастрофа Ту-154 в Бухаресте
Катастрофа Ту-154 в Бухаресте — авиационная катастрофа, произошедшая в четверг 9 февраля 1989 года в районе международного аэропорта Бухарест-Отопени с Ту-154Б-2 компании TAROM, при этом погибли все 5 человек на борту.

## Самолёт
Ту-154Б-2 с заводским номером 80A-408 и серийным 04-08 был выпущен Куйбышевским авиационным заводом в апреле 1980 года. Его продали румынской авиакомпании TAROM, где он получил регистрационный номер YR-TPJ  и с 6 мая начал эксплуатироваться. В апреле 1985 года авиалайнер был взят в лизинг гайанской авиакомпанией Guyana Airways, в январе 1986 года вернулся в TAROM. Три его турбовентиляторных двигателя были модели НК-8-2У.

## Катастрофа
Самолёт должен был выполнять тренировочный полёт, а на его борту находились 5 членов экипажа. Но при вылете из аэропорта Бухарест-Отопени произошёл отказ одного из двигателей. Самолёт врезался в землю и полностью разрушился. Все 5 человек на борту погибли.